# Roman Bengez
Roman Bengez, slovenski nogometaš in trener, * 22. februar 1964, † 2. julij 2013.
Bengez je nekdanji slovenski profesionalni nogometaš, ki je igral na položaju napadalca. Igral je za slovenska kluba Olimpijo v jugoslovanski ligi in Ljubljano v prvi slovenski ligi. Po koncu kariere je deloval kot trener, najprej kot pomočnik trenerja pri Olimpiji od leta 2003 in jo v letu 2004 začasno vodil tudi kot glavni trener po odhodu Suada Beširevića, nato je bil do leta 2005 kot pomočnik Safeta Hadžića pri Ljubljani.